# Ölpapierschirm

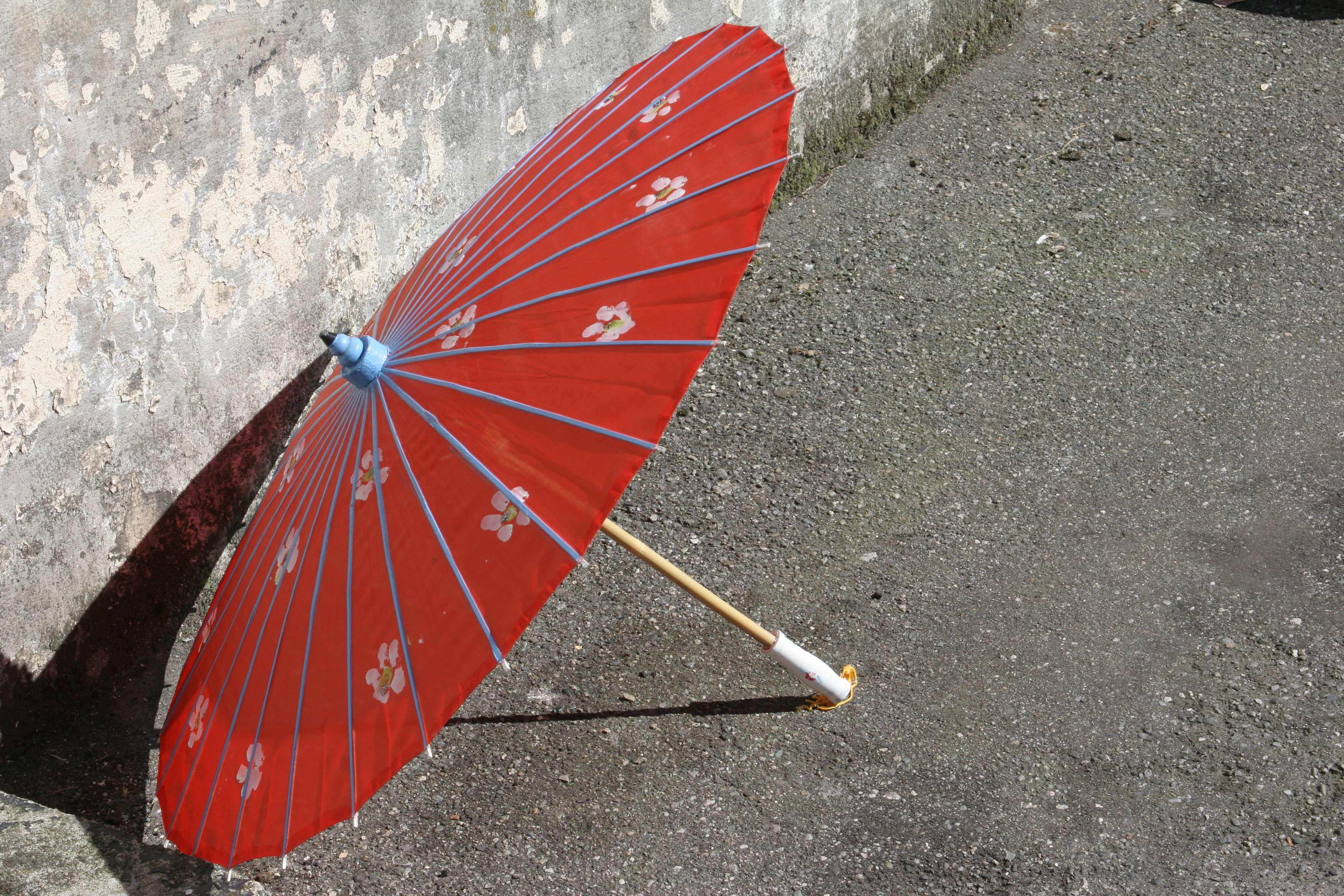
Ölpapierschirm

Ein Ölpapierschirm ist ein ursprünglich aus China stammender traditioneller Schirm aus in Öl getränktem Papier. Später verbreitete er sich in den anderen Gegenden Asiens wie Japan, Taiwan, Korea, Vietnam, Okinawa, Thailand oder Laos. Früher war er in diesen Gegenden ein Gebrauchsgegenstand, diente sowohl als Regen- als auch als Sonnenschirm.
Auch in traditionellen Zeremonien spielte er eine Rolle. So musste in China die Trauzeugin während einer traditionellen Hochzeit die Braut mit einem roten Ölpapierschirm verdecken, wenn sie bei der Familie des Bräutigams ankam und die Braut aus der Sänfte stieg, um Unglück abzuwehren. Ebenso wird bei der traditionellen japanischen Hochzeitszeremonie die Braut mit einem roten Ölpapierschirm bedeckt. Lilafarbene Ölpapierschirme verschenkt man an ältere Menschen, da Lila in der Tradition langes Leben bedeutet. Bei Trauerfeiern werden weiße Ölpapierschirme benutzt. Im traditionellen japanischen Tanz sind Ölpapierschirme ein wichtiges Utensil. Auch in der Teezeremonie werden Ölpapierschirme benutzt.
In der Hakka Tradition spielten Ölpapierschirme eine wichtige Rolle. Da in der Hakka-Sprache die Schriftzeichen 紙 (Papier) und 子 (Sohn) eine ähnliche Aussprache haben, und das Schriftzeichen 傘 (Schirm) das Zeichen „vier“ 人 (Mensch) enthält, nimmt die Braut immer Ölpapierschirme mit, was so viel wie große Nachkommenschaft bedeutet. Der aufgespannte Schirm mit seiner kreisrunden Form verbunden mit den Hakku-Sprachzeichen 油 (Öl) und 有 (Haben) (gleiche Aussprache), verheißt ein wohlhabendes und vollkommenes Leben. Aus gleichem Grund werden Männern beim Erreichen des 16. Lebensjahres Ölpapierschirme geschenkt.
In den religiösen Zeremonien werden auch oft Ölpapierschirme über die Sänfte der Götter oder Buddha-Statuen gehalten. Auch hier dienten die Schirme zur Abwehr von Unglück und Dämonen, aber auch zum Schutz der Prozessionsteilnehmer vor Sonne oder Regen.
Heute sind im Alltag Asiens mehr Schirme westlichen Stils anzutreffen. Ölpapierschirme werden meist als Kunstgewerbe oder Souvenirs verkauft.

## Geschichte

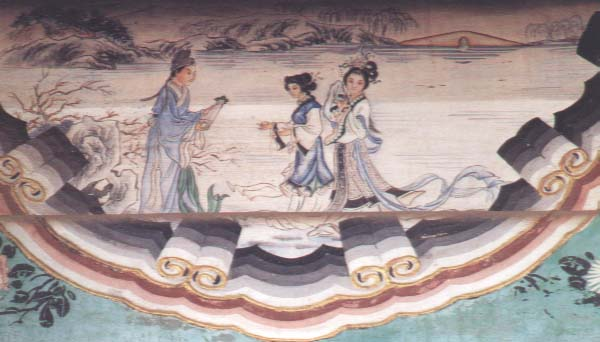
Geschichte „Madame Weiße Schlange“ mit der Ausleihe eines traditionellen Ölpapierschirms, Schlüsselszene, Wandmalerei, Sommerpalast Beijing

Der Sage nach hat die Frau des Handwerkers Lu Ban (魯班) den Schirm erfunden, indem sie „Bambus in Streifen spaltete und Tierhäute darüberspannte“. So schuf sie ein Gerät das „zusammengefaltet wie ein Stock, aufgespannt wie ein Deckel“ aussah (劈竹為條，蒙以獸皮，收攏如棍，張開如蓋). Anfangs waren die Schirme zumeist mit Federn oder Seide bespannt. Nach der Erfindung des Papiers kamen auch Papierschirme auf. Ab wann man in Öl getränktes Papier als Bespannung benutzte, ist nicht genau bekannt. Nachweislich kam diese Technik während der Tang-Dynastie nach Japan und Korea. Zur Song-Zeit kam die Bezeichnung grüner Ölpapierschirm auf. Während der Ming-Dynastie waren sie schon sehr verbreitet. Das Handwerkslexikon Tian Gong Kai Wu (天工開物) aus der Ming-Zeit erwähnte die Herstellungsverfahren. Auch Shen Kuo beschrieb in seinem Buch die Herstellung von Ölpapierschirmen. Besonders im Gebiet des Yangtse mit seinem regnerischen Frühling war Ölpapierschirmherstellung weit verbreitet. In einigen literarischen Werken wie Madame Weiße Schlange (白蛇傳) spielen Ölpapierschirme ebenfalls eine Rolle.

## Herstellungsschritte
Jeder Ort und jeder Hersteller hat seine eigene Herstellungstradition. Aber im Allgemeinen kann man der Prozess in vier Schritten unterteilen:
1. geeigneten Bambus auswählen
2. Gerüst herstellen: Bambus wird gespalten und in Streifen geschnitten, in Wasser aufgeweicht und später unter der Sonne getrocknet. Danach werden darauf Löcher gebohrt, zusammengesetzt, Fäden durch die Bohrung gefädelt und mit dem Schirmhalter und Schirmkopf zusammengebunden
3. Schirmoberfläche auftragen: Papier wird zurechtgeschnitten und dann auf das Gerüst geklebt. Überstehende Ränder werden gekürzt, Öl aufgetragen und danach unter der Sonne getrocknet. Prinzipiell ist ein Schirm in dieser Phase bereits nutzbar.
4. Bemalen des Schirms mit Bildern

## Ölpapierschirm aus Festlandchina und Taiwan

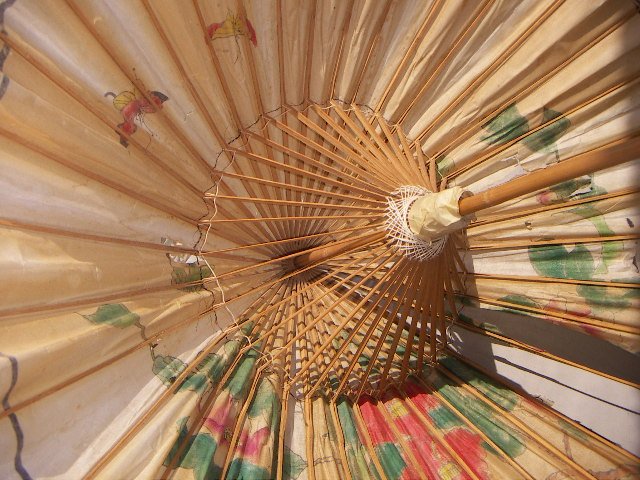
Traditioneller chinesischer Ölpapierschirm

Ölpapierschirme aus Festlandchina und Taiwan werden meist mit traditioneller chinesischer Malerei verziert. Als Motive dienen oft Vögel und Fische, Landschaften sowie Motiven aus berühmten Romanen wie Der Traum der roten Kammer. Oft werden die Schirme mit Schriftzeichen versehen. Griff und Gerüst behalten meist ihre ursprüngliche rustikale Farbe.

### Berühmte Herstellungsorte in China

#### Yuhang, Zhejiang
Die Ölpapierschirmherstellung begann in Yuhang (餘杭), einem Stadtteil der Provinzhauptstadt von Zhejiang Hangzhou, wo Dong Wenyuan (董文远) 1769 seine Werkstatt eröffnete. Sie produzierte mehrere Sorten Ölpapierschirme von hoher Qualität, da nur erlesenes Material verwendet wurde. Die Schirme weisen eine mehrjährige Witterungsbeständigkeit gegen Sonne wie Regen auf, was sie auch zu einem beliebten Souvenir bzw. Geschenk machte.
Nach dem Chinesischen Bürgerkrieg begann man im Jahr 1951 erneut mit der Ölpapierschirmherstellung. Die Schirmwerkstatt zählte zu den ersten sozialistischen Kollektiven der Provinz. Mit dem Aufkommen moderner Schirme mit Stahlskelett kamen die Papierschirme jedoch allmählich außer Mode, so dass die Herstellungstechnik beinahe in Vergessenheit geriet.
Als das Werk schloss, kaufte ein Bürger etwa 100 Ölpapierschirme auf. Da er selbst die Herstellungstechnik nicht beherrschte, bewahrte er nur die Skelette der Schirme über 30 Jahre auf. Ende 2006 überredete er den Bürgermeister von Yuhang, das Handwerk wieder zu beleben und als Touristenattraktion zu vermarkten. Durch Zeitungsannoncen fand man vier alte Meister, die die Schirmherstellung wiederbelebten und fortan weitere Handwerker ausbilden konnten. 2007 setzte das Kulturamt die Ölpapierschirmherstellung auf die Liste des Immateriellen Kulturerbes der Provinz.
Die Herstellung der Yuhang Ölpapierschirme erfordert hohes handwerkliches Geschick. Ein Lehrling braucht mindestens drei Jahre, um die Herstellungstechnik zu beherrschen. Alle Werkzeuge werden eigens angefertigt. Auch die Anforderungen an die Rohstoffqualität sind hoch: Verwendet werden nur hochwertige Papiere. Der Kleber besteht aus zerstampften unreifen Kakifrüchten. Früher dienten menschliche Haare als Fäden. Anders als die Ölpapierschirme anderer Regionen werden die Schirme zuerst bemalt und dann geölt. Das Trocknen erfolgt im Schatten und nicht in der Sonne. Für den gesamten Herstellungsprozess sind über 70 einzelne Eingriffe erforderlich.

#### Fenshui, Sichuan
Die über 400-jährige Tradition der Schirmherstellung in Fenshui (分水), einer Gemeinde in der Stadt Luzhou (瀘州), Provinz Sichuan stammt aus der Ming-Zeit. Die dort produzierten Schirme sind relativ klein und fein und farbenprächtig bemalt: Sie können heftigen Windböen widerstehen.
Das Aufkommen moderner Schirme brachte auch hier einen Niedergang der Ölpapierschirmherstellung. Die aufwändig und arbeitsintensive Herstellung macht sie für jüngere Leute unattraktiv. Im Jahr 2004 gab es noch etwa 30 ältere Meister, die dem Handwerk nachgingen, so dass vielfach ein Verlust der Fertigungstechnik befürchtet wird. Aufgrund öffentlichen Drucks sowie wachsender Nachfrage der Tourismusbranche erfuhr das Handwerk eine Förderung der Stadt und erlebte eine Wiederbelebung.
Die Herstellung der Fenshuischirme erfolgt in über 70 Einzelschritten, die ohne Maschine per Handarbeit erfolgen. Als Rohmaterial dienen nur traditionelle Rohstoffe. Das einen Fenshuischirm kennzeichnende Siegel ist über 450 Jahre alt. Die Motivauswahl für die Bemalung der Schirme unterliegt strengen Regeln – je nach beabsichtigter Zeremonie.
Hauptabnehmer der Ölpapierschirme sind vor allem Angehörigen ethnischer Minderheiten in den angrenzenden Provinzen, die die Schirme als zeremonielle Utensilien oder Geschenke nutzen. Exporte gehen nach Japan, Singapur, Südkorea, Hongkong und Macau.

#### Jialu, Jiangxi
Die in Jialu (甲路), einem Dorf im Landkreis Wuyuan (婺源), Provinz Jiangxi, hergestellten Schirme haben eine rustikale Erscheinung und sind für ihre Robustheit berühmt. Angeblich fertigte man dort bereits seit der Song-Dynastie Ölpapierschirme. Man überliefert, dass eines Tages Kaiser Kangxi verkleidet nach Wuyuan kam. Als es während einer Freilufttheateraufführung zu regnen begann, spannte man in den vorderen Reihen die Schirme auf, was zu Unmut bei den hinteren Zuschauern führte. Ein Jugendlicher warf daraufhin einen Stein nach einem Schirm; dieser Schirm aus Papier und Bambus blieb jedoch unversehrt.
1943 betrug die jährliche Produktion 250.000 Schirme, die Mehrheit davon für den Export. Anfang der 2000er Jahre gab es im Dorf nur noch drei über 80-jährige Meister, die die Handwerk beherrschten. Daraufhin wurde das Herstellungsverfahren vereinfacht. Der Herstellungsprozess wurde auf etwa 30 Schritte reduziert. Den Bauern wurden Anreize geschaffen, wieder Ölpapierschirme herzustellen. Im Jahr 2006 gab es in Wuyuan insgesamt vier Fabriken. Die meiste Arbeit verrichten die Bauern zu Hause; die abschließende Verarbeitung erfolgt in den Fabriken. Insgesamt gab es im Jahr 2006 etwa 1.800 Schirmhersteller im Landkreis, sie erwirtschafteten im Jahr acht Millionen Yuan (umgerechnet etwa 800.000 Euro).

#### Changsha, Hunan
Changsha, die Hauptstadt der Provinz Hunan blickt auf eine Schirmherstellungsgeschichte von über 100 Jahren zurück. Die älteste Manufaktur entstand zur Zeit des Kaisers Xianfeng. Später kamen weitere Manufakturen hinzu. Die Schirme – nur im Hochsommer dreimal mit Öl eingestrichen – wiesen eine hohe Qualität auf.
Außer der traditionellen Malerei versuchte man in der ersten Hälfte des 20. Jahrhunderts auch neuere Techniken wie Druck und Lackierung einzusetzen. Die Spitzenproduktion belief sich jährlich auf 300.000 Schirme. Im Februar 1975 wurde jedoch zunächst die Manufaktur, später weitere Werkstätten geschlossen, so dass heute in der Stadt kaum noch Schirme hergestellt werden.
Außer Bambus, Papier, Öl und Holz verarbeiteten die Manufakturen in Changsha mit Haar geflochtenes Seil sowie Ochsenhorn als Rohmaterial.
1864 zog ein Meister aus Changsha nach Wuhan, der Provinzhauptstadt von Hubei, wo er eine Werkstatt errichtete. In Spitzenzeiten verkaufte er monatlich 700 Schirme, Produkte hoher Qualität, die im Schnitt acht bis zwölf Jahre hielten und überaus populär waren. Damals war es auch Sitte, bei der Hochzeit zwei Schirme aus der Werkstatt zu kaufen, wobei der Bräutigam einen roten und die Braut einen blauen Schirm trugen. 1970 wurde die Werkstatt geschlossen, seitdem ist die Kunst der Schirmherstellung in Wuhan ausgestorben.

#### Fuzhou, Fujian
Das Verfahren der Ölpapierschirmherstellung in Fuzhou, der Provinzhauptstadt von Fujian, brachten während der Fünf Dynastien und Zehn Königreiche Kriegsflüchtlinge aus Zhejian und der Yangtse-Region mit.
Früher spielten Ölpapierschirme eine wichtige Rolle im lokalen Leben. Man nannte sie „den Schirm im Gepäck“ (包袱傘), da er bei jeder Reise ein unverzichtbares Utensil darstellte. Ende der Qing-Dynastie gab es hier über 300 Werkstätten.
Die Herstellung des Ölpapierschirms war extrem aufwendig, der gesamte Prozess bestand aus 83 unterschiedlichen Schritten. Auf der Weltausstellung von 1915 in San Francisco stellte die Jury fest, dass ein Ölpapierschirm aus Fuzhou nach 1170-maligem Aufspannen und Zusammenfalten noch immer keine Gebrauchsspur aufwies, Windstärken bis 5 ohne sichtbaren Schaden standhielt und auch kochendes Wasser das Papier weder ab- noch auflöste.
Eine Besonderheit in Fuzhou war, dass es aufgrund der großen Anzahl von Werkstätten zu Spezialisierungen kam. So gab es Werkstätten, die nur die Skelette herstellten, oder nur die Stäbe, oder nur die Bemalung aufbrachten.
Während des Großen Sprungs nach vorn schloss man administrativ die einzelnen Werkstätten zu einem Kombinat zusammen. Zugleich wuchs die Konkurrenz von Schirmen moderner Bauart. Nach der Kulturrevolution setzten sich die textilbespannten Schirme durch, die Ölpapierschirme wandelten sich allmählich vom Gebrauchs- zum Kunstgegenstand, das Kombinat erlitt zunehmende Absatzeinbußen, wogegen auch Innovationen und modernere Produktionsmethoden nichts halfen.
1997 wurde das Kombinat endgültig geschlossen, so dass in Fuzhou nur mehr eine kleine Werkstatt hauptsächlich für den japanischen Markt produziert. Die meisten Handwerker mussten andere Arbeit aufnehmen.
Neben Fuzhou gibt es in der Gemeinde Yangkou (洋口) der Stadt Nanping weitere Ölpapierschirmmanufakturen. Um Konkurrenz zu meiden, hat man sich auf kleinformatige Schirme spezialisiert, die nur als Kunstgewerbe bzw. Souvenir gefertigt werden. Ein großer Teil der Produktion ist für den Export bestimmt.

#### Xingyang, Yunnan
Im Dorf Xingyang (滎陽), Landkreis Tengchong, Provinz Yunnan gibt es eine kleinformatiges, auf bäuerlichen Familienbetrieben füßende Ölpapierschirmherstellung, die bereits auf eine über 200-jährige Geschichte zurückblicken kann. 1952 gab es im Dorf noch 60 Familien mit 90 Handwerker, die Schirme herstellten, die Produkte wurden bis Myanmar verkauft. Heute gibt es nur noch vier Familien mit fünf Handwerkern (davon drei in hohem Alter), die noch Ölpapierschirme während der landwirtschaftlichen Ruhezeit herstellen.
Ein Handwerker braucht im Schnitt pro Schirm etwa ein halber Tag.

### Traditionen des Ölpapierschirmgebrauchs in China

#### Brautgabe der Hakka
Früher zählte der Ölpapierschirm, das Symbol reicher Nachkommenschaft wie der Zufriedenheit und des Wohlstandes zum unverzichtbaren Bestand der Brautgabe einer Hakka-Hochzeit, das einerseits als nützlicher Gebrauchsgegenstand andererseits als symbolischer Gegenstand zur Abwehr des Bösen diente. Neben dem Schirm gehörten fünffarbige Unterhosen, Schminktisch, Fußwaschbecken, Nachtgeschirr, Türvorhang, Holzkiste und Lederkiste zur Brautgabe. Wohlhabende Familien fügten noch Schmuck, Seide und Decken hinzu. Ferner bringt die Braut auch glückbringende Gemüse wie Sellerie, Knoblauch, Lauch und Knoblauch-Schnittlauch mit. Die Gemüse werden mit roten Bänden zusammengebunden.
Diese Sitte ist heute noch auf Taiwan und in Südostasien bei den Hakkas verbreitet.

#### Hakka Begräbnis
Bei der Bestattung der zumeist in den chinesischen Bergregionen lebenden Hakka werden die Toten zunächst ohne Grabhügel und Grabtafel auf dem Berg beigesetzt. Nach drei, fünf oder mehr Jahren werden die Knochen in einer förmlichen Zeremonie bestattet. Jeweils am 1. August des Chinesischen Kalenders öffnet der Totengräber Grab und Sarg. Dann werden unter einem Ölpapierschirm die Knochen entnommen und mit Kamelienöl gesäubert und anschließend in das richtige Grab umgebettet.

#### Yao Verlobung
Den in Hunan lebenden Yao dient der Ölpapierschirm als Zeichen einer Verlobung. Wird eine Eheschließung geplant, schickt die Familie des Mannes einen Beauftragten zur Familie der Frau, um eine Verlobung zu erwirken. Beim ersten Mal bringt der Beauftragte keine Geschenke mit; es handelt sich dabei lediglich um eine Willensbekundung. Stimmt die Familie der Frau zu, bringt der Beauftragte beim zweiten Besuch einen roten Ölpapierschirm mit. Beim Betreten des Hauses der Frau stellt er den Schim vor den Götteraltar. Stimmt die Familie der Frau der Verlobung zu, nimmt sie den Schirm ab und flicht farbige Bänder sowie Seidenbälle auf den Schirm. Danach wird der Schirm zusammengefaltet, so dass die Bänder am unteren Rand etwa 10 cm hinausragen. Der Beauftragte trägt dann den Schirm – er darf ihn auf dem Weg nicht öffnen – zur Familie des Mannes als Beweis, dass die Verlobung erfolgt ist. Kommt es zur Scheidung, muss der Mann die eingeflochtenen Bänder und Bälle an die Familie der Frau zurückgeben.

#### Dai Trauerfeier
Die in Yunnan lebenden Dai glauben, der Schirm könne die Seele der Toten zum Himmel leiten; er bildet daher eine unverzichtbare Grabbeigabe. Dabei handelt es sich nicht um den Gebrauchsschirm, sondern besondere zeremonielle Schirme, die müssen mit lokal hergestelltem besonderem Papier bespannt und in Sesamöl getränkt werden.

### Taiwan
Die in der Gemeinde Meinong (美濃), Kaohsiung, produzierten Ölpapierschirme sind ein kulturelles Symbol der Hakka auf Taiwan.

#### Geschichte
Über die Herkunft der Handwerksgewerbe in Meinong besagt eine Theorie, dass lokale Unternehmen während der Taishō-Zeit (Taiwan unter japanischer Herrschaft) festlandchinesische Meister anheuerten, um die Technik an örtlichen Handwerker weiterzugeben. Nach einer anderen siedelte ein Meister aus Meixian (梅縣), Provinz Guangdong, nach Meinong über, wo er sich niederließ und so die Technik mitbrachte. Frühere Fabriken enthielten immer das Schriftzeichen Guang (廣, Abkürzung für Provinz Guangdong) in ihren Namen. In den 1960er Jahren erreichte die Ölpapierschirmherstellung ihren Höhepunkt. Insgesamt 20 Fabriken produzierten jährlich über 200.000 Schirme. Mit der zunehmenden Industrialisierung von Taiwan setzten sich die maschinell hergestellten modernen Schirme durch, die zu einem taiwanischen Exportschlager wurden. Damit einher ging die Schließung zahlreicher traditioneller Fabriken.
In den 1970er Jahren berichtete BBC in der Dokuserie The Long Search über die Ölpapierschirmherstellungstradition in Taiwan. Eine in Meinong gedrehte Fernsehserie, die in Japan große Beliebtheit genoss, machte den Ölpapierschirm aus Meinong auch in Japan bekannt, was zu einer verstärkten Nachfrage aus Japan führte und so eine wirtschaftliche Krise überbrückte. In den 1980er Jahren stieg mit dem wirtschaftlichen Aufschwung sowie dem wachsenden Wohlstand auch die Inlandsnachfrage nach Kunstgegenständen. Ölpapierschirme wurden zu einem Symbol der lokalen Kultur.

#### Material und Herstellungsverfahren
Als Skelett dient eine besondere in Taiwan wachsende Bambussorte, die sich durch hohe Elastizität auszeichnet. Die Bambusstangen werden über einen Monat gewässert, um den Zuckergehalt zu senken, danach in der Sonne getrocknet, gespalten und als Skelett verarbeitet. In Taiwan wird das Papier zunächst geölt und danach bemalt.

#### Hakka Tanz
Der Schirmtanz ist ein traditioneller Hakka-Tanz. Bei diesem Tanz trägt der Tänzer einen Papierschirm und das traditionelle blaue Gewand der Hakkas.

## Japan

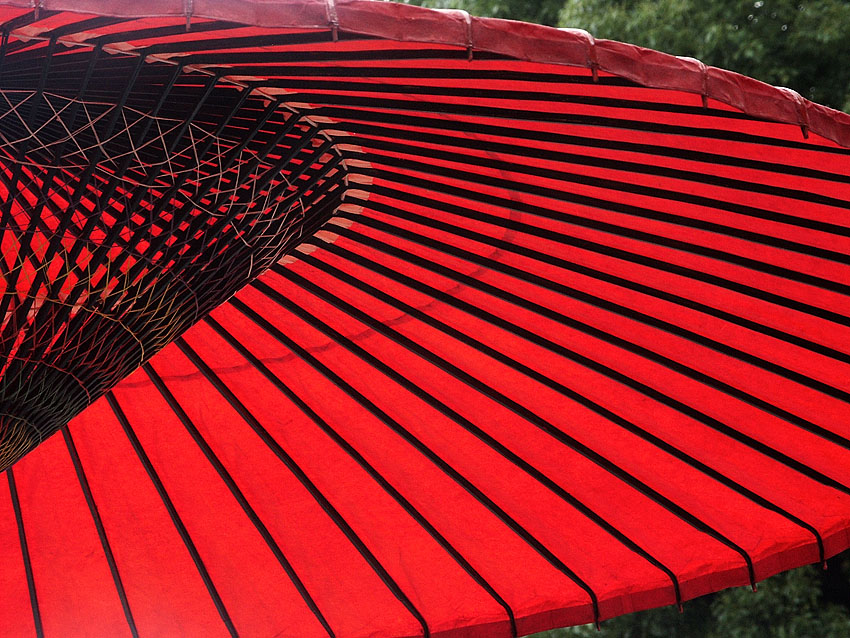
Japanischer Ölpapierschirm

Ölpapierschirme verbreiteten sich in Japan während der Edo-Zeit. Der Halter und das Skelett bei den japanischen Ölpapierschirmen werden meist schwarz lackiert, gelegentlich auch in anderen Farben. Die Schirmfläche zeigen traditionelle japanische Malerei.

### Geschichte

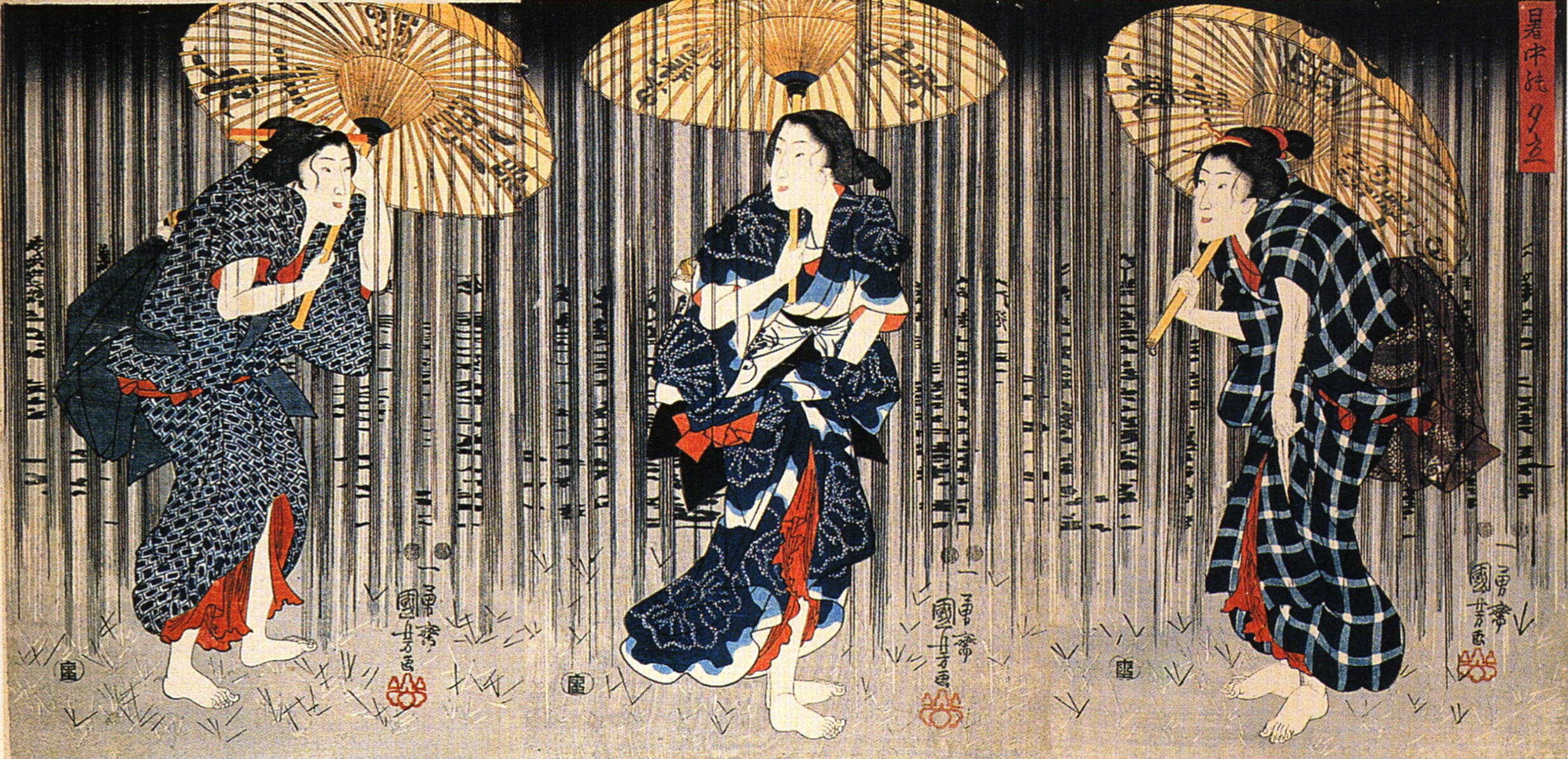
Frauen mit Schirm, Farbholzschnitt von Kuniyoshi, um 1850

Der Papierschirm kam während der Asuka-Zeit über die koreanischen Halbinsel nach Japan. Ursprünglich diente er nur als buddhistisches Zeremonialgerät. In der Heian-Zeit erfolgten Verbesserungen bei der Papierherstellung und Bambusverarbeitung. In der Muromachi-Zeit begann man, das Öl auf das Papier zu streichen, so dass der Schirm eine wasserabweisende Qualität bekam und sich zum heutigen japanischen Ölpapierschirm entwickelte.
In der Azuchi-Momoyama-Zeit führte man aus den Philippinen Schirmhüllen ein. In der Edo-Zeit erfolgte eine allgemeine Verbreitung der Ölpapierschirme. Unternehmer bemalten die Schirme mit Werbung und verschenkten sie bei Regen an Gäste. Zur selben Zeit begannen auch die Kabuki, Schirme bei ihren Darbietung zu verwenden. Selbst einige arbeitslose Samurai waren sich nicht zu schade, den Schirmmacherberuf zu ergreifen. So begann auch die in der Präfektur Nagano produzierende berühmte Manufaktur.
Seit der Meiji-Zeit begann die Verbreitung von Schirmen westliches Stils. Die Produktion der japanischen Ölpapierschirme ging rapide zurück. Heute gibt es nur noch einige wenige Manufakturen.

### Berühmte Herstellungsorte

#### Kyōto
Die in Kyōto produzierte Schirme – sämtlich in Handarbeit gefertigt und von hoher Qualität – betonen stark die japanischen Stilelemente. In der Regel fertigt ein Meister in zwei Monaten weniger als zehn bis zwanzig Schirme. Eine besondere Sorte mit weißem unbemalten Rand wird Schlangenaugenschirm genannt (蛇の目傘).

#### Gifu
Die Schirmproduktion in Gifu begann um 1750. Die aufwändige Produktion erforderte über hundert Einzelschritte. Heute werden jährlich etwa 10.000 Schirme produziert.

### In der japanischen Kultur

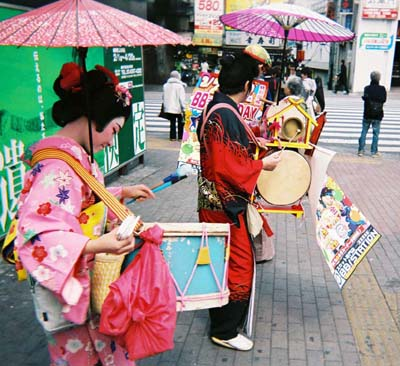
Chindonya Darbietung

In der japanischen Kultur ist Ölpapierschirm allgegenwärtig. In vielen traditionellen Darbietungen wie zum Beispiel Geisha, werden Ölpapierschirme benutzt.

## Thailand

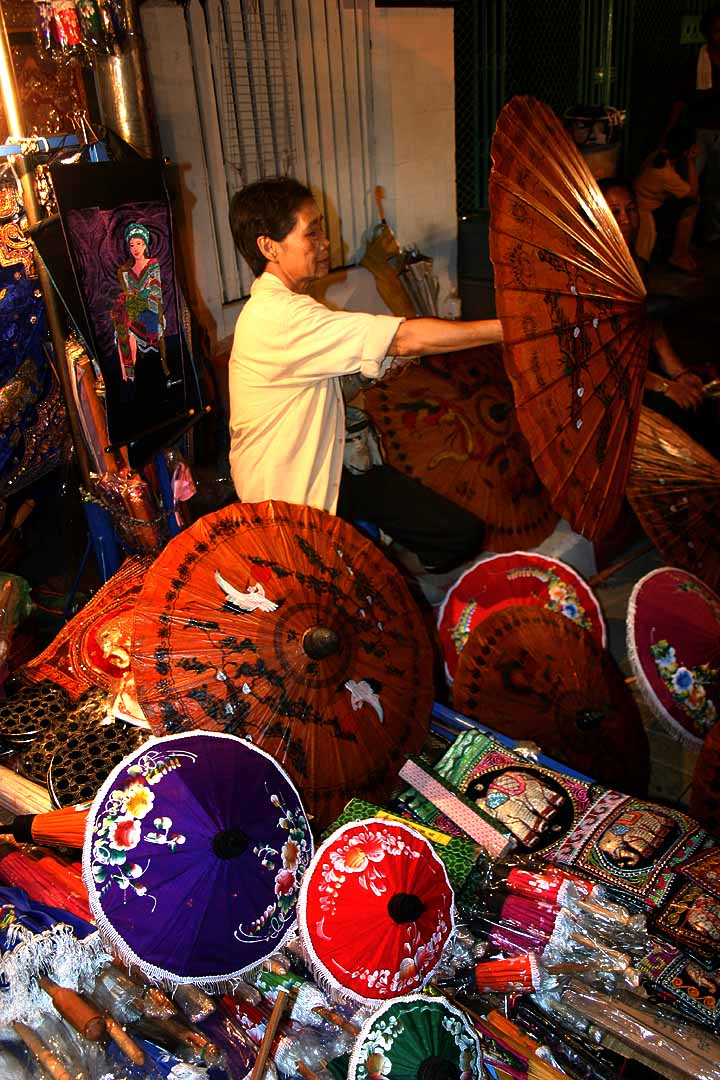
Ölpapierschirm auf einem Markt in Chiang Mai

Chiang Mai im Norden Thailands blickt auf eine 200-jährige Ölpapierschirmherstellungsgeschichte zurück. Die aus lokalen Bambussorten gefertigten Schirme werden it farbenfrohen Motiven wie Pflanzen, Tiere, Menschen oder Landschaften versehen. Neben runden Schirme gibt es hier auch quadratisch geformte. Neben professionellen Fertigungsbetrieben produzieren zahlreiche Bauern während ihrer Freizeit die Schirme als beliebte Touristensouvenirs.

### Geschichte
Der Überlieferung nach gelangte die Ölpapierschirmherstellungstechnik über Myanmar nach Chiang Mai. Demnach soll ein Mönch namens Pra Inthaa aus dem Kloster Wat Bo Sang nach Norden an die Grenze zu Myanmar einen Schirm als Opfergabe eines Mannes erhalten haben, den dieser selbst hergestellt hatte. Er fand Gefallen an dem Schirm und erlernte von dem Mann die Schirmherstellung. Der Mönch notierte alles. Zurückgekehrt sammelte er Material und suchte, die Bewohner der umliegenden Dörfer zur Herstellung der Schirme zu bewegen. Nach anfänglicher Skepsis ließen sich die Einwohner durch die praktischen Produkte überzeugen und fanden auch gute Absatzmöglichkeiten.
1941 wurde im Dorf die Bo Sang Umbrella Making Cooperative Ltd. gegründet. Ab 1957 unterstützte das thailändische Center for Industrial Promotion for the North die Dorfbewohner bei Verbesserung und Modernisierung ihrer Technik.

### Material und Herstellung
Das Papier wird aus Maulbeerbaumrinde hergestellt. Diese wird in kochendem Wasser aufgeweicht, gewaschen, zerquetscht, nochmals gewaschen und anschließend gebleicht. Dieser Vorgang wird mehrmals wiederholt. Das Papier wird in der Sonne getrocknet. Die Herstellung des Schirms erfolgt in Handarbeit. Auch die Bemalung war reine Handarbeit, allerdings wird hier mit Ölfarbe gemalt.

### Schirmfest
Jährlich feiern die Dorfbewohner im Januar oder Februar das beliebte Schirmfest mit Tanzdarbietungen und einem Schirmwettbewerb.

## In der Kultur
- Eine Schlüsselszene in der in China sehr bekannte Geschichte der Madame Weiße Schlange war das Ausleihen eines Ölpapierschirms
- In der Shinto-Religion gibt es einen kleinen Geist in Form eines kaputten Ölpapierschirms (傘のおばけ)
- Die Form eines Ölpapierschirms erinnert an einen Geist, deswegen glaubte man früher, dass Geister sich gerne an den Schirmen anheften. Es gab im ostasiatischen Kulturraum zahlreiche mit Ölpapierschirmen zusammenhängende Geistergeschichte, und deshalb auch viele entsprechende Filme und Fernsehserien.